# Filotheos Bryennios

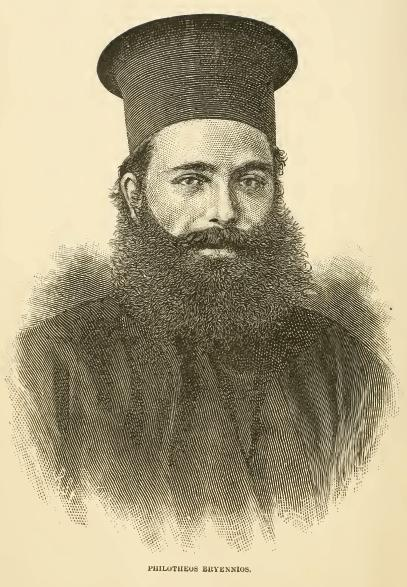
Filotheos Bryennios.

Filotheos Bryennios (grekiska Φιλόθεος Βρυέννιος, ursprungligt förnamn Theodoros, Θεόδωρος), född den 26 mars 1833 i Konstantinopel, död där den 5 november 1917, var en grekisk teolog.
Bryennios studerade i seminariet på ön Chalki och 1856–1860 i Leipzig, Berlin och München, blev 1861 professor i kyrkohistoria och exegetik vid seminariet på Chalki och 1877 metropolit i Nikomedia. Bryennios verksamhet var av stor betydelse för studiet av den äldsta kyrkans historia; bland annat fann han 1873 en 1056 skriven kodex, känd som Codex Hierosolymitanus, som innehöll Klemens två brev (utgivna av Bryennios 1875) och den dittills som förlorad ansedda Apostoliska kyrkoordningen (utgivna av Bryennios 1883).